# رخمات (حبيش)

تعديل مصدري - تعديل

رخمات محلة تابعة لقرية ذى وسطى، التابعة لعزلة العارضة بمديرية حبيش إحدى مديريات محافظة إب في الجمهورية اليمنية، بلغ تعداد سكانها 37 حسب تعداد اليمن لعام 2004.